# Municipio de Green (condado de Brown)
El municipio de Green (en inglés: Green Township) es un municipio ubicado en el condado de Brown en el estado estadounidense de Ohio. En el año 2010 tenía una población de 3652 habitantes y una densidad poblacional de 54,59 personas por km².

## Geografía
El municipio de Green se encuentra ubicado en las coordenadas 39°4′30″N 83°54′12″O / 39.07500, -83.90333. Según la Oficina del Censo de los Estados Unidos, el municipio tiene una superficie total de 66.9 km², de la cual 66,9 km² corresponden a tierra firme y (0 %) 0 km² es agua.

## Demografía
Según el censo de 2010, había 3652 personas residiendo en el municipio de Green. La densidad de población era de 54,59 hab./km². De los 3652 habitantes, el municipio de Green estaba compuesto por el 97,84 % blancos, el 0,68 % eran afroamericanos, el 0,25 % eran amerindios, el 0,14 % eran asiáticos, el 0,19 % eran de otras razas y el 0,9 % eran de una mezcla de razas. Del total de la población el 0,52 % eran hispanos o latinos de cualquier raza.